# Angaria (figura jurídica)
La angaria es una figura jurídica que facultaba la requisa o la toma en préstamo de propiedades ajenas, especialmente en tiempo de guerra y referido a buques. A este servicio forzado también se llamó de bagajes cuando se tomaban caballerías y carruajes para el transporte de tropas, equipaje del príncipe o señor feudal, etc.
El servicio o gravamen de angarias podía ser:
- estipulado o fijo, iba anejo a los feudos y enfiteusis porque los fundos o territorios se concedían con esa carga como luego muchos propietarios la estipulaban con sus colonos
- eventual, tenía por fundamento una necesidad perentoria en cuyo caso se embargaban para dicho servicio las caballerías, carruajes y buques. Por el derecho antiguo el servicio eventual de angarias era extensivo hasta las naves extranjeras y lo mismo diremos de las caballerías y carruajes de los no indígenas y ciertamente que cuando este servicio se determina por una necesidad suprema y perentoria, apenas podría reputarse injusto, mediando sobre todo la debida indemnización.

Lo más violento del derecho antiguo en esta parte era la regla común de que el bagajero o naviero que perdiese sus buques o transportes en el servicio forzado que se le obligaba a prestar no tenía derecho a indemnización. Los eclesiásticos estaban exentos del servicio de angarias en lo que tenía de personal, pero no en prestar sus caballerías y carruajes. 